# The Xcerts
The Xcerts ist eine Alternative-Rock-Band aus Aberdeen, Schottland. Die Band selbst bezeichnet ihre Musik als Distorted Pop.

## Geschichte
Die Band wurde von dem damals 13-jährigen Murray MacLeod und Jordan Smith zu Schulzeiten in Aberdeen gegründet, später stieß Drummer Tom Heron aus Brighton zur Band. Bis 2008 veröffentlichten The Xcerts mehrere Singles und tourten inner- und außerhalb Großbritanniens.
Das erste Album In the Cold Wind We Smile wurde am 23. März 2009 über Xtra Mile veröffentlicht. Am 4. Oktober 2010 erschien das zweite Album Scatterbrain. 2011 waren The Xcerts unter anderem mit Manchester Orchestra und Frank Turner auf Tour und werden Anfang 2012 bei der Europa-Tour von Brand New als Vorband auftreten.

## Diskografie

### EPs
- 2001: One Time Too Many
- 2003: The X-certs EP
- 2011: Stairs to Noise: The Scatterbrain EP
- 2011: Slackerpop

### Alben
- 2009: In the Cold Wind We Smile
- 2010: Scatterbrain
- 2014: There Is Only You
- 2018: Hold On to Your Heart